# 伏見丘太郎
伏見 丘太郎（ふしみ きゅうたろう、1915年10月 - ）は、日本の小説家。
大阪生まれ。本名・藤田敏男。早稲田大学文学部を兵役のため中退。1949年『サンデー毎日』大衆文芸にユーモア小説「下宿あり」が当選、雑誌に小説を書くが、1955年ころから戯曲、シナリオを書き、放送作家としてNHKなどテレビの番組制作に携わる。1963年江戸川乱歩賞候補、1965年「悪い指」で小説現代新人賞受賞。以後、艶笑小説を書く。

## 著書
- 宝ちん先生行状記 桃園書房 1975
- かんにんどっせ 青樹社 1975
- てんじょ裏日記 正続新 スポーツニッポン新聞社出版局 1975-1976
- お先にごめん 東山先生風流譚 光文社 1976
- 童貞くん危機一髪 正続 スポーツニッポン新聞社出版局 1976
- 舌ころがし きょうとヤトナ艦隊 スポーツニッポン新聞社出版局 1977
- 東山先生風流譚 タダほど怖いものはない スポーツニッポン新聞社出版局 1977
- 東京本社栄転 バリキ君奮闘帖 グリーンアロー出版社 1978
- ピンクの寝棺 グリーンアロー出版社 1978
- 京都五条どんつきホテル グリーンアロー出版社 1978
- もつれ合い 日本文華社 1979（文華新書・小説選集）
- 助ッ人運ちゃんらぶ繁盛記 桃源社 1980
- 内緒でちょっと スポニチ出版 1981
- きのう寝た女 双葉社 1983 (Futaba romans)
- 代理ワイフ、昇天 東山先生艶笑譚 光文社 1986（CR文庫）
- 東山先生行状記 熟女学入門の巻 光文社文庫 1988